# Alcyonidium sagamianum
Alcyonidium sagamianum is een mosdiertjessoort uit de familie van de Alcyonidiidae. De wetenschappelijke naam van de soort is voor het eerst geldig gepubliceerd in 1953 door Mawatari.